# Lepidorhombus boscii
Il rombo quattrocchi (Lepidorhombus boscii), è un pesce di mare della famiglia Scophthalmidae.

## Distribuzione e habitat
Si trova nell'Oceano Atlantico tra le coste scozzesi ed il Marocco ed è comune nel mar Mediterraneo, anche sulle coste italiane.

Vive sui 100-200 metri di profondità ma scende almeno fino a 900, su fondi sabbiosi e fangosi. I giovani stazionano a profondità maggiori degli adulti.

## Descrizione
Molto simile al rombo giallo, di cui è congenere, dal quale lo distinguono alcuni caratteri tra cui il più vistoso sono sicuramente le 4 macchie nere presenti nella parte posteriore della pinna dorsale e della pinna anale, molto evidenti ma che possono facilmente scomparire anche sfregandole con le dita. Gli occhi, inoltre, sono più grandi (il superiore è arretrato rispetto all'altro) e la mandibola è meno sporgente e appuntita.

Il colore è bruno giallastro.

Raggiunge i 30 cm di lunghezza.

## Alimentazione
Si ciba di invertebrati bentonici, principalmente crostacei.

## Riproduzione
Avviene in primavera.

## Pesca
Si cattura con le reti a strascico e non ha valore nonostante abbia carni buone.